# Šarka

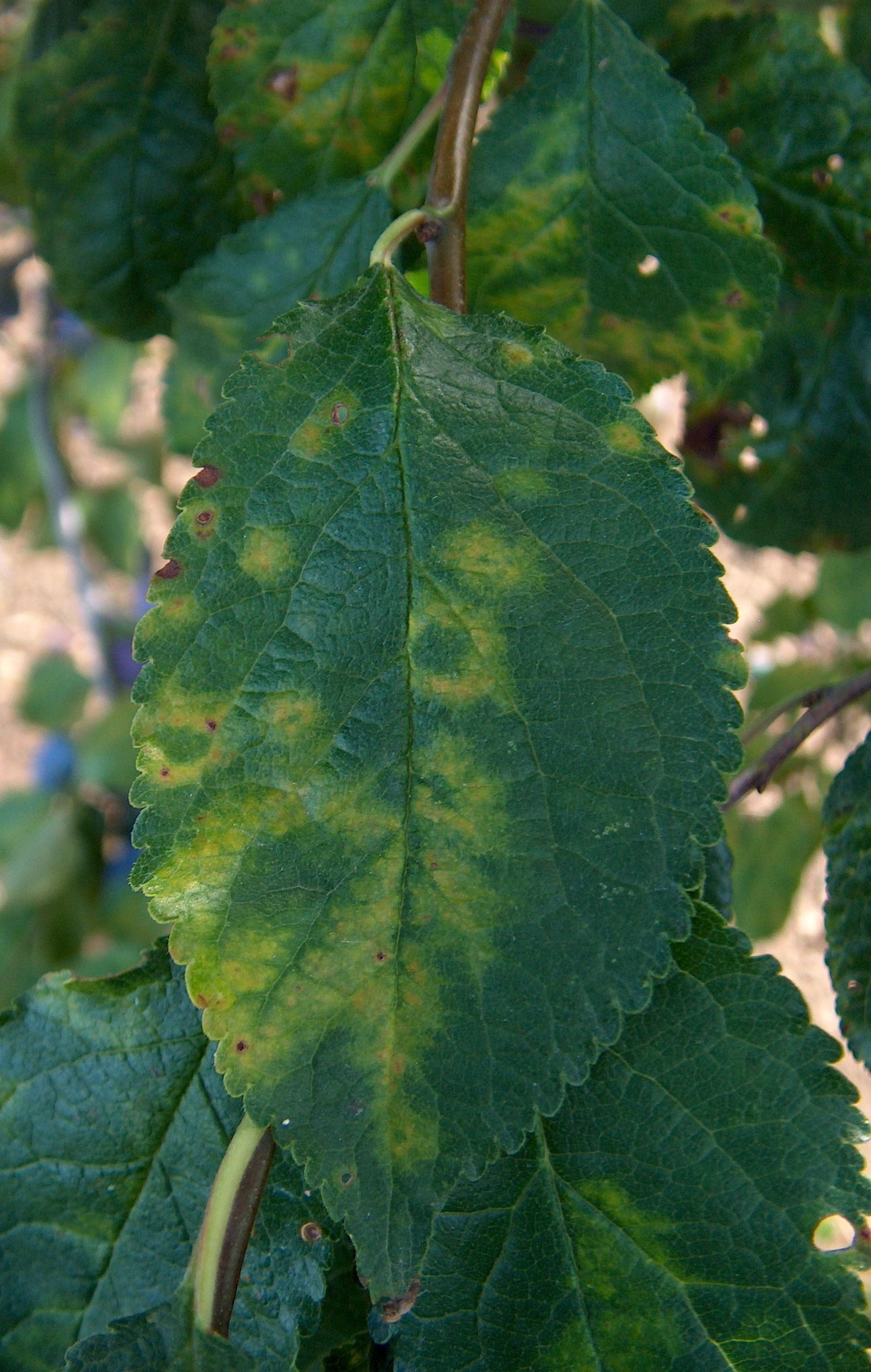
Typické kroužkovité příznaky na listech

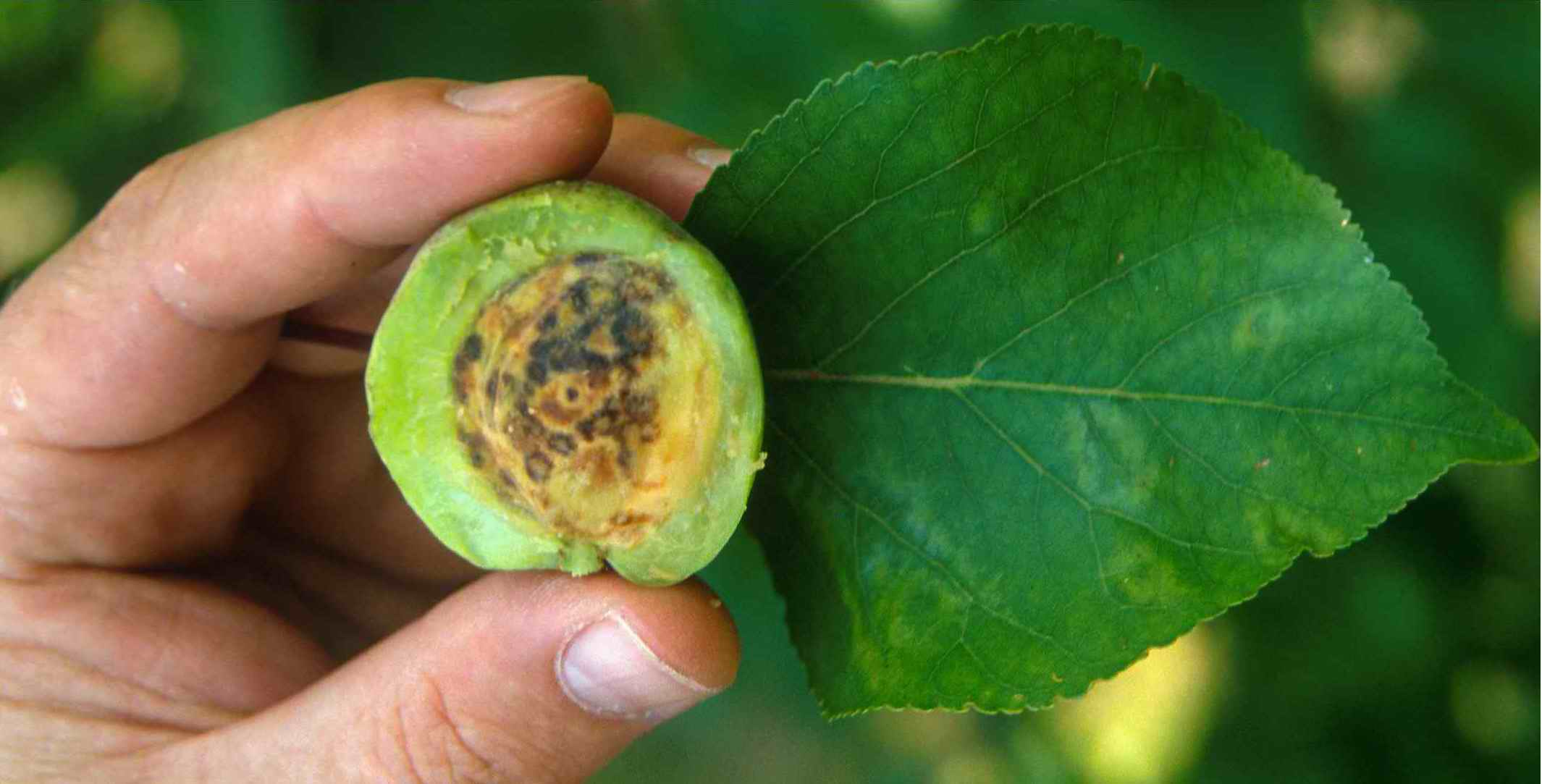

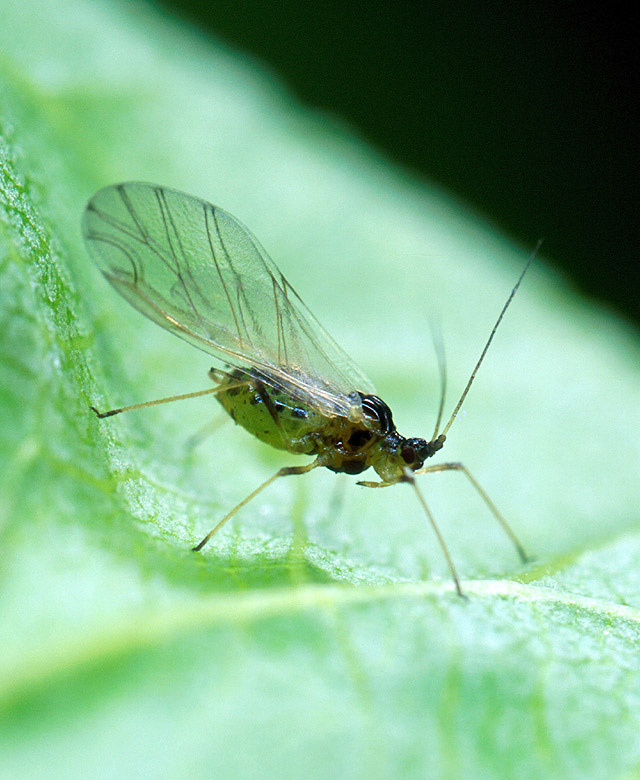
Mšice broskvoňová, významný přenašeč

Šarka je virové onemocnění rostlin. Napadá peckoviny jako je meruňka, nektarinka, broskev, nejrůznější odrůdy švestek, blum a rynglí, ale i třešeň, višeň a jabloně. Původcem onemocnění je Plum pox virus. Je široce rozšířena a způsobuje vážné hospodářské škody. Choroba není léčitelná a vede přes postupné chřadnutí k úhynu stromu. Velmi rychlé šíření virové šarky v minulosti bylo především umožněno množením infikovaného materiálu, například u výpěstků ovocných školek. Šíření bylo později omezeno vlivem vědeckého poznání. V roce 2009 byla při namátkových kontrolách šarka nalezena jen v 47 případech testovaného množitelského materiálu (asi 3 %).
Původce šarky, virus PPV se vyznačuje poměrně vysokou variabilitou, biologickou i genetickou. Ve výsledku dochází pomocí vysoké mutační rychlosti k heterogenní populaci viru zahrnující jeho různé varianty s různými vlastnostmi. To je důvodem různosti příznaků i škodlivosti. U viru je popsáno několik variant PPV-M (Markus), PPV-D (Dideron), PPV-EA (El Amar), PPV-C (Sweet Cherry). Nově jsou zařazovány podskupiny PPV-T, jenž byla identifikována v Turecku a PPV-W popsaná v Kanadě.

## EPPO kód
Plum pox virus (PPV000)

## Původce choroby
Původce šarky je plum pox virus (PPV) z čeledi Potyviridae. Jedná se o virus s jednovláknovou RNA s pozitivní polaritou (tvořená mRNA je identická s genomem, může být tedy přímo použita pro syntézu virových proteinů). Většina genomové RNA tvoří jeden dlouhý otebřený čtecí rámec, který kóduje jediný polypeptid obsahující nejméně deset proteinů, mezi nimiž jsou proteázy, které nejdříve vyštěpí samy sebe a pak zbytek proteinů. Tyto proteiny zajišťují množení viru, jeho šíření a způsob, jak unikat protivirovým systémům rostliny. V rámci buňky se virus množí především navázán na endoplasmatické retikulum nebo tonoplast, mezi buňkami je přenášen skrze plasmodesmata.
Mechanismus, jakým virus šarky poškozuje hostitelské stromy, doposud není jasný, pozoruje se vyvolání nerovnováhy v systémech antioxidantů, což vyvolává nadbytek reaktivních kyslíkových radikálů. Původce šarky je schopný unikat protivirové obraně rostlin tím, že blokuje proces RNA silencingu, který jinak zajišťuje zastavení produkce virových proteinů.

### Synonyma patogena
Podle EPPO je pro chorobu šarka a patogena s označením Plum pox virus používáno více rozdílných názvů, například Plum pox potyvirus, PPV, Prunus virus 7.

## Historie
Choroba byla poprvé popsána v roce 1917, podle jiných zdrojů 1910 a dalších 1915, případně i 1915–1918 v Bulharsku, přibližně však v době první světové války, na nejkvalitnější domácí švestce (Prunus domestica L.), odrůdě 'Kjustendilská'. Protože byly silné a charakteristické příznaky šarky na plodech podobné neštovicím, byl zvolen pro vir název Plum pox virus, v překladu virus neštovice švestky. Zdroje, které informují o datu 1910, jako datu kdy byla choroba poprvé popsána, by mohly uvažovat ze zmínek o symptomech choroby z Makedonie, které v té době byly udávány.
Později v roce 1933 bylo v Bulharsku toto onemocnění zjištěno i na meruňce a na začátku šedesátých let na broskvi v Maďarsku.

### V Česku
V Česku byla choroba prokázána v roce 1952, avšak vyskytovala se zde již dříve. Již v roce 1926 byla popsána (Smolák, 1926) v Čechách mozaiková choroba na mirabelce, s největší pravděpodobností šlo o poškození šarkou švestky (Plum pox virus, PPV). Podobně Blattný (1930) zjistil na slívě Prunus insititia poškození odpovídající šarce. Blattný (1931) a Baudyš (1932) u slivoně popsali degeneraci s příznaky šarky.
Profesor Atanasov v první monografii o šarce švestky „Šarka po sliviť. Edna nova virusna bolesť“ popisuje, že při své návštěvě Československa v srpnu 1932 viděl na trhu v Brně typické příznaky šarky na plodech švestky, místní odrůdy 'Brňanka'. V dalších publikací je potvrzen výskyt šarky švestky ve 20. a 30. létech 20. století ve středních Čechách a na střední Moravě (Chrudimsko, Plzeňsko).
V 80. a 90. letech 20. století došlo k rychlému rozšíření šarky do vyšších poloh v Česku (400 až 700 m n. m.). Po padesáti letech pomalého šíření choroby v teplých oblastech Čech a Moravy došlo k rychlému rozšíření viru, které je připisováno oteplování klimatu a (přes kontrolu ÚKZÚZ) i šíření infikovaného školkařského materiálu.
Virus se v Česku šíří na odrůdách slivoní, myrobalánu, na keřích trnky, na odrůdách meruňky a broskvoně. V přírodě nebyl v Česku virus prokázán na višni a třešni. Nejnáchylnější odrůdou švestky k napadení šarkou pěstovanou v Česku (ale i jinde v Evropě) je nejkvalitnější odrůda Švestka domácí. Nejrozšířenější variantou viru v Česku je PPV-D, kterým je infikováno 95 % všech infikovaných stromů. Kmeny PPV-M a PPV-Rec se vyskytují v přírodě pouze ojediněle. Výskyt kmenů PPV-C, PPVEA a PPV-W nebyl dosud v přírodních podmínkách Česka prokázán.

### Ve světě
Od roku 1932 do roku 1960 šarka postihla Evropu na jih a sever od Bulharska a Jugoslávie přes Maďarsko, Rumunsko, Albánii, Československo po Německo. Ovocné stromy ve většině Evropy byly napadeny během 70. let 20. století. Hostiteli byly především slivoň švestka a meruňka. V polovině 60. let šarka byla zjištěna v Nizozemsku, Švýcarsku, Řecku, Anglii a Turecku. Ve Francii, Itálii, Belgii bylo toto onemocnění zjištěno na počátku 70. let, a ve Španělsku a Portugalsku na počátku 80. let.
Na konci 90. let se virus šířil v Egyptě a Sýrii ale také na východní polokouli. V Chile byly dřeviny se symptomy nalezeny v roce 1992. Ve Spojených státech byly dřeviny se symptomy nalezeny v Pensylvánii, v roce 1999. Do roku 2006 se choroba rozšířila v New Yorku a Michiganu.
Ve 21. století je mimo severských států choroba rozšířena v celé Evropě, ale šíří se i na dalších kontinentech. Nevyskytuje se na Novém Zélandu a v Austrálii.

## Zeměpisné rozšíření
Choroba se vyskytuje v Evropě, Jižní Americe, severní Africe a na hranicích mezi USA a Kanadou. Výskyt byl potvrzen i v Asii. Pomocí přísných fytosanitárních opatření se zatím podařilo zabránit rozšíření viru na Novém Zélandu a v Austrálii.
V Česku se vyskytují pouze tři kmeny viru šarky PPV-D, PPV-M a PPV-Rec, z nichž nejrozšířenějším je PPV-D. Tento kmen je podle některých informací nejagresivnější, podle jiných, odborných zdrojů, mírněji patogenní. Kmenem PPV-D je v Česku napadeno v druhé dekádě 21. století 95 % všech infikovaných stromů, tento kmen pochází z Balkánu.
| Status rozšíření choroby                                                              | Země |
| ------------------------------------------------------------------------------------- | --- |
| Patogen omezeně rozšířen                                                              | Albánie, Rakousko, Kanada, Kypr, Česko, Francie, Itálie, Lucembursko, Moldavsko, Norsko, Portugalsko, jižní Rusko,Slovinsko, Španělsko, Sýrie, Turecko, Ukrajina, Velká Británie, Spojené státy, Austrálie |
| Patogen široce rozšířen                                                               | Bulharsko, Chorvatsko, Německo, Řecko, Maďarsko, Polsko, Rumunsko, Slovensko |
| Výskyt potvrzen, patogen se šíří                                                      | Azory, Bosna a Hercegovina, Egypt, bývalý SSSR, včetně Střední Asie, Indie, Litva |
| Výskyt potvrzen, patogen pravděpodobně vymýcen                                        | Belgie, Nizozemsko, Švýcarsko |
| Současný status neznámý                                                               | Chile, Dánsko |
| Podle: Plum Pox Potyvirus Disease of Stone Fruits. American Phytopathological Society | |

V roce 1999 se kmen šarky PPV-D vyskytl v Adams County, v Pensylvánii. Infikované oblasti v Pensylvánii byly v karanténě, aby se zabránilo šíření choroby, a infikované stromy byly zničeny.
Od té doby, v důsledku náhodného mapování výskytu provedeného v roce 2000, se hostitelské rostliny s příznaky rovněž vyskytly v Novém Skotsku a v jižních oblastech Ontaria.

## Šíření
Choroba se přenáší především hmyzími vektory, jako jsou mšice, množitelským materiálem a infikovanými sazenicemi, může být šířena i pracovníky v zemědělství při řezu. Je popsáno, že se může přenášet také semenem (u PPV-M), ale další zdroje tuto možnost nepotvrzují nebo popírají. Fytosanitární opatření EPPO s přenosem semeny nepočítají.
Vektory (přenašeči) viru jsou některé druhy mšic, hlavně mšice švestková, mšice broskvoňová a mšice chmelová. Infekčnost hmyzu trvá asi 45 minut.
Choroba se podle některých zdrojů nepřenáší semenem, pylem a mechanickým kontaktem mezi rostlinami.
Je popsáno šest kmenů viru šarky švestky: PPV-D, PPV-M, PPV-EA, PPV-C, PPV-Rec (rekombinantní) a PPV-W. PPV-M izoláty jsou agresivnější u broskvoní a jsou mšicemi efektivněji šířeny.
Významným zdrojem šíření jsou tolerantní odrůdy (jako jsou odrůdy Čačanská lepotica nebo Čačanská najbolja). Ačkoliv nevykazují vážné poškození nebo ani symptomy, mohou být na stanovišti zdrojem infekce. Dalším významným zdrojem šíření viru jsou stará stromořadí švestky, keře a stromy myrobalánu, rostoucí podél venkovských silnic a cest.
Nejvíce ohroženy infekcí jsou nové výsadby, mladé rostliny jsou k napadení nejvnímavější. Dodržování preventivních opatření je zde velmi vhodné. Citlivé odrůdy starší deseti let jsou většinou již napadeny, byly již infikovány.

## Příznaky
Projevy choroby jsou více či méně zjevné, bývají také velmi variabilní a jejich projev závisí na kmene viru, náchylnosti a kondici hostitele, průběhu povětrnostních podmínek a jiných faktorech. Diagnostika k zjištění napadení se provádí biologickými, sérologickými a molekulárními metodami. Diagnostika choroby vizuálním hodnocením příznaků není podle SRS spolehlivá podobně jako použití bioindikátorů, ačkoliv jiné zdroje považují použití bioindikátorů za spolehlivé. Příznaky jsou však značně variabilní a proto jsou SRS nejčastěji uplatňovány dražší sérologické testy (ELISA). Částka za stanovení potvrzení viru šarky švestky a jeho kmenu pomocí RT–PCR je udávána od 500 do 800 Kč (v r. 2008), cena za jen sérologické vyšetření je 200 – 400 Kč (v r. 2008).

### Bioindikátory
Spolehlivé testy používají indikátorové rostliny, které reagují na přítomnost viru typickými příznaky:
- PPV je možno přenést mechanicky na merlík Chenopodium foetidum, který reaguje lokálními příznaky, žlutými skvrnami s nekrotickými centry, nebo nekrotickými skvrnami na listech
- PPV je možno přenést naroubováním roubu Prunus tomentosa do zkoušeného stromu. Prunus tomentosa reaguje na virus šarky epinastiemi a malformacemi mladých listů, mozaikovými, chlorotickými a nekrotickými skvrnami na starších listech.

### Plody
Šarka se projevuje zejména okrouhlými defekty na pecce a na plodech – připomínají nerovnosti, kruhovité vklesliny, dužnina na místech deformací bývá načervenalá, žilnatá, nekrotická, nakyslá a je v některých případech jakoby „přirostlá“ k pecce. Plody jsou znatelně horší chuti a méně cukernaté, nevhodné ke konzumaci. Většina deformovaných plodů opadává v letních měsících. Tyto symptomy se nemusí projevit, někdy pouze dochází k hospodářským ztrátám poklesem plodnosti.
Zejména na peckách meruněk lze dobře pozorovat typické světlejší, odbarvené, chlorotické prstencovité skvrny. Také u broskví se někdy objevují na povrchu plodu mírně nepravidelné skvrny světlejší barvy. Podobné známky onemocnění nalezneme i na dalších částech rostliny, jako jsou třeba listy.
Typický je masivní opad plodů dlouho před sklizní, u švestek během léta, nebo předčasné dozrávání plodů.

### Listy
Světlejší prstencovité skvrny v podobě kroužků a kreseb na listech jsou většinou difúzní, světlé, chlorotické. Mladé listy broskvoní mohou být s ohledem na poškození žilek deformované. U citlivých odrůd mohou skvrny na listech přecházet do žluté až červenohnědé a nekrotizovat. Za vyšších teplot mohou naopak symptomy vymizet. U meruněk a broskvoní se skvrny nacházejí obvykle kolem listových žilek.  Na jsou projevy napadení často doprovázeny klejotokem.

## Možnost záměny
Některé jiné viry na peckovinách způsobují podobné příznaky: virus nekrotické kroužkovitosti třešně (PNRSV) nebo například virus chlorotické skvrnitosti listů jabloně (ACLSV). Chlorotické kroužky na listech třešní podobné příznakům PPV způsobuje virus zakrslosti slivoně.

## Hostitelské rostliny
Hostitelskými rostlinami jsou z pěstovaných druhů především odrůdy broskvoně, švestky, slivoní, meruněk a třešní. Je známo více než 30 druhů rodu slivoň (Prunus) náchylných k napadení patogenem.  I mezi odrůdami je však zřejmá různá míra náchylnosti k napadení a tato náchylnost je různá k různým kmenům viru. Planě rostoucí druhy (např. trnka) a okrasné druhy peckovin jsou i po napadení obvykle bez příznaků.
U tolerantních a citlivých odrůd se virus v rostlině množí i šíří. U rezistentních odrůd je virus v rostlině pouze v nízké koncentraci. U hypersenzitivních odrůd nedochází po napadení k šíření viru v rostlině, jsou zcela prosté nákazy.
V Česku se vyskytují pouze tři kmeny viru šarky PPV-D, PPV-M a PPV-Rec, z nichž nejrozšířenějším je PPV-D. Všechny tři kmeny nenapadají třešně a višně a proto se na třešních a višních v Česku šarka nevyskytuje. Kmen PPV-D ovšem mimo slivoň švestku napadá také broskvoň.
Naopak kmen PPV-M (Marcus) napadá více broskvoně, ale méně švestky. Rekombinantem obou kmenů PPV-D a PPV-M je kmen PPV-Rec (Recombinant), který se vyskytuje nejvíce ve střední a východní Evropě, kde napadá převážně švestky, méně často meruňky a téměř nikdy broskvoně.
Některé pěstované druhy u nichž bylo ověřeno že mohou být hostiteli:
- Prunus armeniaca – meruňka
- Prunus persica – broskev
- Prunus persica var. nectarina – nektarinka
- Prunus domestica – slivoň švestka
- Prunus salicina – slivoň vrbová
- Prunus insititia – slivoň obecná
- Prunus cerasifera – myrobalán
- Prunus glandulosa –  slivoň žláznatá
- Prunus avium – třešeň ptačí
- Prunus cerasus – višeň obecná
- Prunus amygdalus – mandloň obecná

Druhy náchylné k napadení:
- Prunus spinosa – trnka obecná
- Prunus americana – švestkovišeň americká
- Prunus bessey
- Prunus mahaleb – mahalebka
- Prunus mume –  meruňka japonská
- Prunus pumila – švestkovišeň zahradní
- Prunus hortulana
- Prunus davidana
- Prunus tomentosa – višeň plstnatá
- Prunus nigra – slivoň kanadská
- Prunus maritime – švestkovišeň pomořská
- Prunus laurocerasus – bobkovišeň lékařská

Rostliny mimo rod slivoň, které mohou být hostiteli patogenu:
- Campanula rapunculoides – zvonek řepkovitý
- Chenopodium quinoa – merlík čilský
- Chenopodium sp. – merlík
- Lamium album – hluchavka bílá
- Lamium amplexicaule – hluchavka objímavá
- Lamium purpureum – hluchavka nachová
- Lupinus albus – Lupina bílá
- Lycium barbarum – kustovnice cizí
- Lycium halimifolium
- Medicago lupulina
- Melilotus officinalis
- Ranunculus acer
- Ranunculus arvensis
- Ranunculus repens
- Silene vulgaris
- Solanum dulcamara
- Sorbus domestica – jeřáb oskeruše
- Trifolium incarnatum
- Trifolium pratense
- Trifolium repens
- Zinnia elegans
- Zinnia violacea

Druhy které mohou šířit nebo indikovat virus: Chenopodium foetidum, Nicotiana benthamina, Nicotiana bigelowii, Nicotiana clevelandii, Nicotiana occidentalis, Nicotiana edwardsonii, Nicotiana megalosiphon, Nicotiana tabacum, Nicotiana physalodes, Pisum sativum cv. Colmo

## Hospodářský význam
Plody napadených rostlin jsou menší, se sníženou cukernatostí, nevhodné na konzumaci, k sušení, konzervování a výrobě destilátů. Sklizně jsou nižší. Často dochází ke ztrátám vlivem předčasného opadu všech plodů. U meruněk a broskví dochází k snížením mrazuvzdornosti a tedy vyššímu riziku dalších poškození.
Produkce švestek v Česku v roce 2009 dosáhla výše 7500 tun a stala se po jablkách druhou nejvýznamnější komoditou ovocnářství.
Šarkou napadené stromy ale produkují nekvalitní ovoce, které dlouho před sklizní silně propadá a může být kromě vzhledových vad i nahořklé. Rostlina ztrácí vitalitu a obvykle postupně uhyne. Celosvětové náklady na zvládnutí šarky v letech 1983 – 2013 byly odhadnuty na více než 10 miliard EUR. V Evropě patogen zničil přes 100 miliónů stromů.
K ochraně rostlin v boji proti chorobě byla pořádána zvláštní mezinárodní sympozia.
Některé zdroje udávají, že šarka způsobuje ztrátu 600 000 000 dolarů ročně u produkce švestek, broskví a meruněk po celém světě (Fuchs et. Al., 2008). Studie z roku 2006 odhaduje ekonomické ztráty ve Spojených státech a Kanadě v minulých letech u broskví z kmene PPV D 4,8 milionu eur. Muselo být odstraněno 264 000 stromů v Kanadě a 190 000 stromů v Pensylvánii (Cambra et al., 2006). Očekávalo se, že další šíření viru (zejména v USA a Číně) podstatně zvýší náklady na výrobu.

## Ochrana rostlin
Šarka je v 20. a na počátku 21. století nevyléčitelná viróza. Jediným způsobem, kterým dokáže hospodářství napadení čelit, je pěstování tolerantních a rezistentních odrůd.
„Ve výsadbách se prakticky léčit nedá. Dají se ozdravovat stromy, které se používají k množení zdravého sadbového materiálu. Pokud se ale šarka vyskytne v sadu, nebo na zahradě, jediným řešením je strom vykácet,…“ (profesor Milan Navrátil z katedry buněčné biologie a genetiky v souvislosti s konferencí Plum Pox Virus)
Přenáší se hmyzími vektory, jako jsou mšice, množitelským materiálem a infikovanými sazenicemi, případně může jako vektor působit i člověk při zemědělských pracích.

### Prevence
Veškeré napadené i nenapadené stromy i ze širokého okolí zničit (vykopat a spálit) a následně po značnou dobu nepěstovat – udává se hranice minimálně 20 let. Teoreticky by bylo třeba skutečně vykopat i kořeny, na jejichž výmladcích mohou parazité sát infikovanou mízu. Následně je nutné vysázet bezpečně bezvirózní exempláře stromků. Tímto opatřením lze předcházet chorobě jen do určité míry.
Ve školkách je třeba používat pečlivou ochranu proti savému hmyzu, který je vektorem, ale vzhledem k neperzistentnímu způsobu přenosu viru je v produkčních sadech tento druh ochrany před šarkou již poměrně málo efektivní.  V případě, že mšice již má virus na styletech (sací ústrojí) a přilétá z neošetřených stromů, může virus přenést dříve, než se projeví působení insekticidu.
Vhodnou prevencí je také používání bezvirózního materiálu, dezinfekce nářadí, odstranění hostitele, u nějž jsou projevy choroby (vykopáním a spálením napadené dřeviny). Při prořezávání stromků je třeba dezinfikovat nástroje mezi použitím u jednotlivých stromů. Podobná pravidla je nutno dodržovat i při roubování, šarku lze přenést nejenom nástrojem ale i roubem (očkem) z nemocné rostliny.
Přestože odstraňováním zdrojů infekce z okolí i z vlastní výsadby v prvních letech pěstování ovocného sadu lze rychlost šíření ve výsadbě zpomalit, nelze napadení zamezit. Výsadba citlivých odrůd starší deseti let už bývá obvykle zcela zamořená šarkou.

#### Fytosanitární opatření
Prodej ovocných stromků napadených šarkou není dovolen. Pokud jsou v ovocné školce zjištěny, byť ojediněle, stromky infikované šarkou, musí být odstraněny. Pokud bylo infikováno více než 5 % stromků dané odrůdy, musí být celá daná část (odrůda) výpěstků zničena. Pravděpodobnost, že v Česku koupí zákazník šarkou napadenou ovocnou dřevinu ve školce, je rovna nebo menší než 5%. V roce 2009 byla při namátkových kontrolách šarka nalezena jen v 47 případech testovaného množitelského materiálu (asi 3%). V zemích EU musí být prodávané dřeviny bezvirózní.
Virus šarky švestky je regulovaný škodlivý organismus, který je zakázáno zavlékat a rozšiřovat na území EU, pokud se vyskytuje na rostlinách rodu Prunus určených k pěstování, s výjimkou osiva. Rostliny, mimo rostlin vypěstovaných ze semene, musí pocházet z vhodně udržovaného materiálu úředně testovaného za použití vhodných indikátorových rostlin nebo jiných rovnocenných metod.
Při zjištění výskytu PPV ve školkách a na kulturách určených k množení nebo v jejich bezprostředním okolí nařizuje Státní rostlinolékařská správa mimořádná rostlinolékařská opatření.

### Tolerantní a rezistentní odrůdy
Pěstování rezistentních je v roce 2015 doporučeno v Česku v oblastech se silným výskytem šarky. Tedy v Česku polohy do 400 m n. m. s výjimkou jižní Moravy a jižních Čech. Tolerantní odrůdy jsou významným zdrojem infekce, pokud jsou infikovány, a proto nejsou doporučeny do oblastí se silným výskytem šarky.

#### Slivoň švestka
Odrůdy rezistentní proti šarce tak, že rostliny by byly schopny potlačit virus, do 21. století neexistovaly. Na přelomu 20. a 21. století byly ale vypěstovány odrůdy, které jsou rezistentní ve smyslu menšího poškození působením viru, tedy do určité míry tolerantní k chorobě. Šarka je napadá, ale u rostliny se neprojevují poškození, nebo výrazné ekonomické ztráty. Tímto způsobem jsou rezistentní proti šarce odrůdy švestek.
Nejvíce z odrůd pěstovaných v Česku je poškozována odrůda 'Švestka domácí'. Odrůdy 'Stanley' nebo 'Wangenheimova' jsou k šarce tolerantní. Na plodech se neprojevují příznaky a nedochází ke škodám způsobeným předčasným opadem plodů. Tolerantní je například Čačanská najbolja'. Plody uvedených odrůd ale nedosahují kvality plodů odrůdy 'Švestka domácí'.
Rezistentní je německá odrůda 'Jojo'. Rezistence je částečně omezena u mutace viru PPV-D, přičemž v Česku je nejvíce rozšířena mutace viru PPV-D. Imunita je dána na základě silné imunitní reakce – hypersenzitivity. Infikované tkáně okamžitě hynou a virus se tak nevyvíjí dále. Ovšem v případě použití roubu infikovaného šarkou by jako hypersenzitivní odumřela, nebo částečně odumřela. Podobně odrůda 'Jojo' reaguje při naočkování nebo naroubování na infikovanou podnož.
V Praze-Ruzyni odborní pracovníci z USA, Francie, Polska, Rumunska, Španělska, Bulharska a Česka pod vedením docenta Jaroslava Poláka z Národního centra zemědělského a potravinářského výzkumu pracují na žádosti o povolení pěstování této odrůdy na základě klonu C5 v zemích EU. Řízení může trvat několik let, ale jde významný pokrok v ochraně proti šarce.
Odrůdy slivoně švestky s vyšší odolností k šarce, pěstované v Česku podle podrobných testů Výzkumného ústavu rostlinné výroby:
- starší rezistentní odrůdy: 'Gabrovská', 'Anna Späth', 'Erssingenská', 'Stanley', 'Wangenheimova'
- nové rezistentní odrůdy: 'Haganta', 'Hanita', 'Tophit', 'Presenta'.
- hypersenzitivní odrůda: 'Jojo'

Odrůdy slivoně švestky tolerantní k šarce, pěstované v Česku podle údajů sempra.cz: 'Čačanská lepotica', 'Čačanská najbolja', 'Gabrovská', 'Stanley', 'Wazonova'
Odrůdy slivoně švestky středně tolerantní k šarce, pěstované v Česku podle údajů sempra.cz: 'Čačanská raná', 'Tuleu gras', 'Zimmerova'
Odrůdy slivoně švestky náchylné nebo citlivé k šarce, pěstované v Česku podle údajů sempra.cz: 'Bryská', 'Domácí velkoplodá', 'Vlaška', 'Wangenheimova'

#### Mirabelky a renklody
Odrůdy renklód a mirabelek s vyšší odolností k šarce, pěstované v Česku:
- 'Althanova renklóda'
- 'Mirabelka nancyská'
- 'Oulinská renkloda'

#### Meruňka
Podle dostupných zdrojů se některé odrůdy jeví velmi odolnými. K šarce je zcela imunní odrůda meruňky 'Harlayne'. Odrůdy 'Stark Early Orange', 'Leronda', 'Harval', 'Mari de Cenad' a některé další, jsou k šarce rezistentní. Tyto odrůdy slouží k dalšímu křížení a poznávání základů rezistence k viru.
K šarce imunní a rezistentní odrůdy meruněk pěstované v Česku:
- imunní odrůdy: 'Harlayne'
- rezistentní odrůdy: 'Betinka', 'Harcot', 'Paviot'

#### Broskvoň
Není známa žádná rezistentní odrůda, pouze několik odrůd středně rezistentních. Proto jsou testováni mezidruhoví kříženci v rámci rodu Prunus. Tedy kříženci broskvoně s mandloní, myrobalánem aj. Vysokou rezistenci k šarce má hybrid GF-677 a dosti vysokou rezistenci v hybridy 'Cadaman' a 'Fire'.
K šarce středně rezistentní odrůdy broskvoní pěstované v Česku:
- 'Favorita Morettini 3', 'Envoy'

## Rezistence

### Klon C5
Hlavním autorem klonu C5 je Dr. Ralph Scorza z Ovocnářského výzkumného ústavu v Kerneyswille, USA.
Prostřednictvím genetického inženýrství byla odrůda švestky 'Bluebyrd' transformována genem pro obalový protein PPV. Byly tak získány geneticky modifikované klony švestky včetně jednoho klonu C5. Rezistence klonu C5 je založena na mechanismu posttranskripčního silencingu (umlčení) genu (PTGS). Klon je vysoce rezistentní k šarce, geneticky modifikované rostliny klonu C5 nebyly při pokusech přirozeně infikovány PPV mšicemi. Tkáně uměle infikovaných rostlin při testech vykazovaly ojediněle velmi slabé příznaky infekce PPV.
Odrůdy získané genovou manipulací jsou naprosto bezpečné a bez jakéhokoli rizika pro zdraví lidí. Odolnost vůči viru šarky je vyšší než u odrůd získaných klasickým křížením.
Ve druhé polovině devadesátých let byly proveden výzkum klonu C5 v INRA Bordeaux a polní pokusy ve Španělsku, Polsku a Rumunsku.
V Česku byla odrůda 'Honey Sweet', klon C5, testována v letech 2002 až 2011. Testy byly zaměřeny na rezistenci k viru šarky švestky (PPV), viru zakrslosti slivoně (PDV) a viru chlorotické skvrnitosti jabloně (ACLSV). Byla prokázána vysoká rezistence cv. ´Honey Sweet´ k PPV i PDV a ACLSV. Na odrůdu nebyl přenesen virus PPV mšicemi. Odrůda je v USA uvolněna k běžnému pěstování a využití plodů.